# Džódó

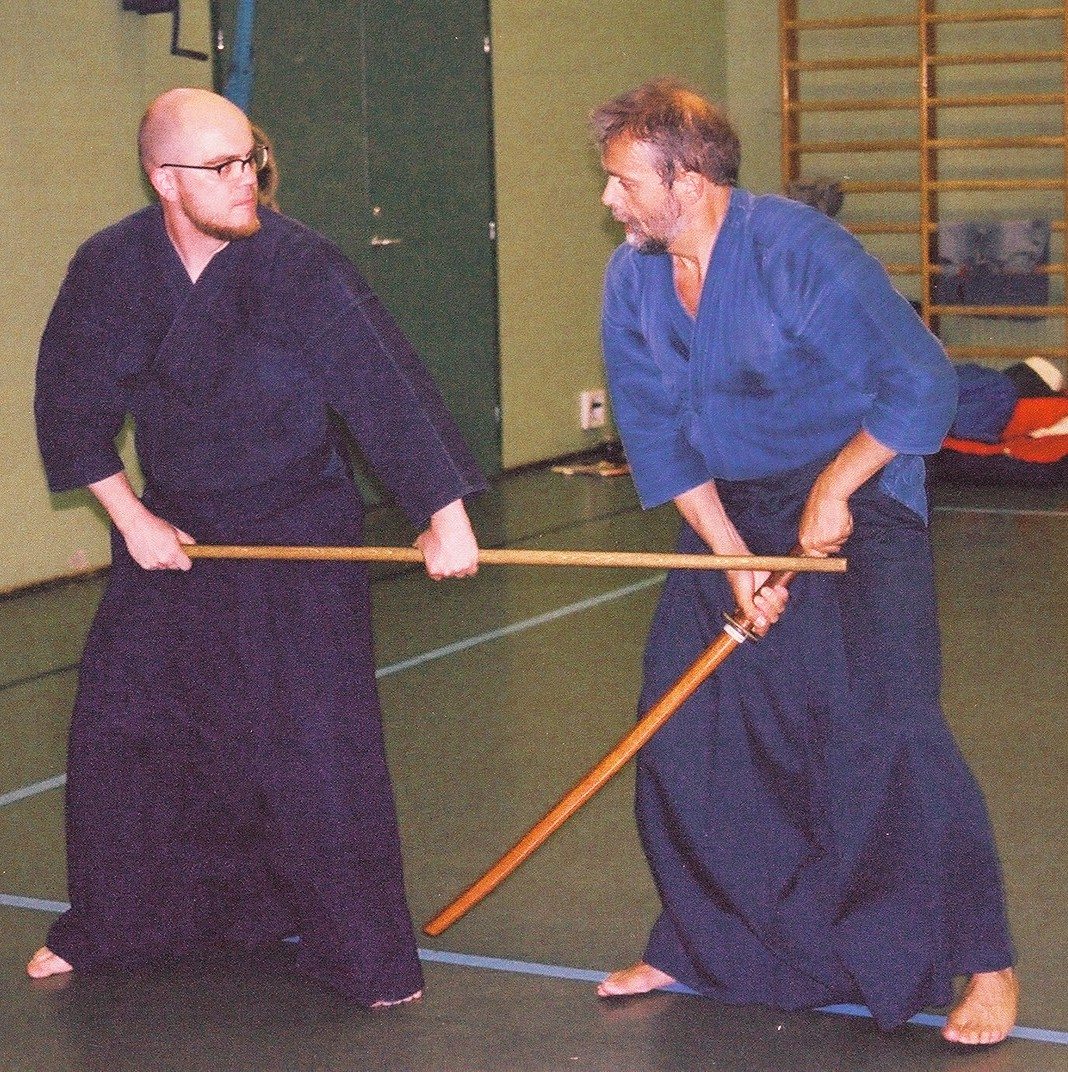
Džó proti bokutó, cvičnému dřevěnému meči

Džódó (japonsky 杖道) je japonské bojové umění využívající džó - krátkou hůl z tvrdého dřeva. Džódó znamená v japonštině cesta džó. Starším výrazem pro džódó je džódžucu (杖術) - technika džó. Džó vzniklo jako nástroj profesionálních bojovníků zejména pro boj s katanou. Je ceněno pro extrémní jednoduchost, proměnnou bojovou vzdálenost a množství způsobů, jimiž lze protivníka napadnout.
Existovalo více než 70 škol džódžucu, z nichž nejstarší (a jedinou dochovanou) je Šintó Musó rjú, pocházející ze 17. století. Slovo Šintó (神道) v názvu školy znamená cesta bohů, Musó (夢想) je vnuknutí či vize a také se může vztahovat k příjmení zakladatele školy (Musó Gonnosuke) a rjú (流) značí myšlenkovou školu, směr, styl. Dvacátý pátý hlavní představitel školy Takadži Šimizu začal používat termín džódó, čímž vyjádřil, že původně bojové umění má sloužit i vyššímu filozofickému účelu.
Džó také používají některé další školy jako přidruženou zbraň, ať již jako přípravu na střetnutí se soupeřem používajícím džó, či jako improvizovanou zbraň (například zlomenou naginatu). Délka a rozměry džó závisí na škole, a pohybuje se zhruba mezi 90–150 cm. Džó používané v Šintó Musó rjú má délku 4 šaku 2 sun 1 bu, tj. přibližně 128 cm.

## Legenda o původu

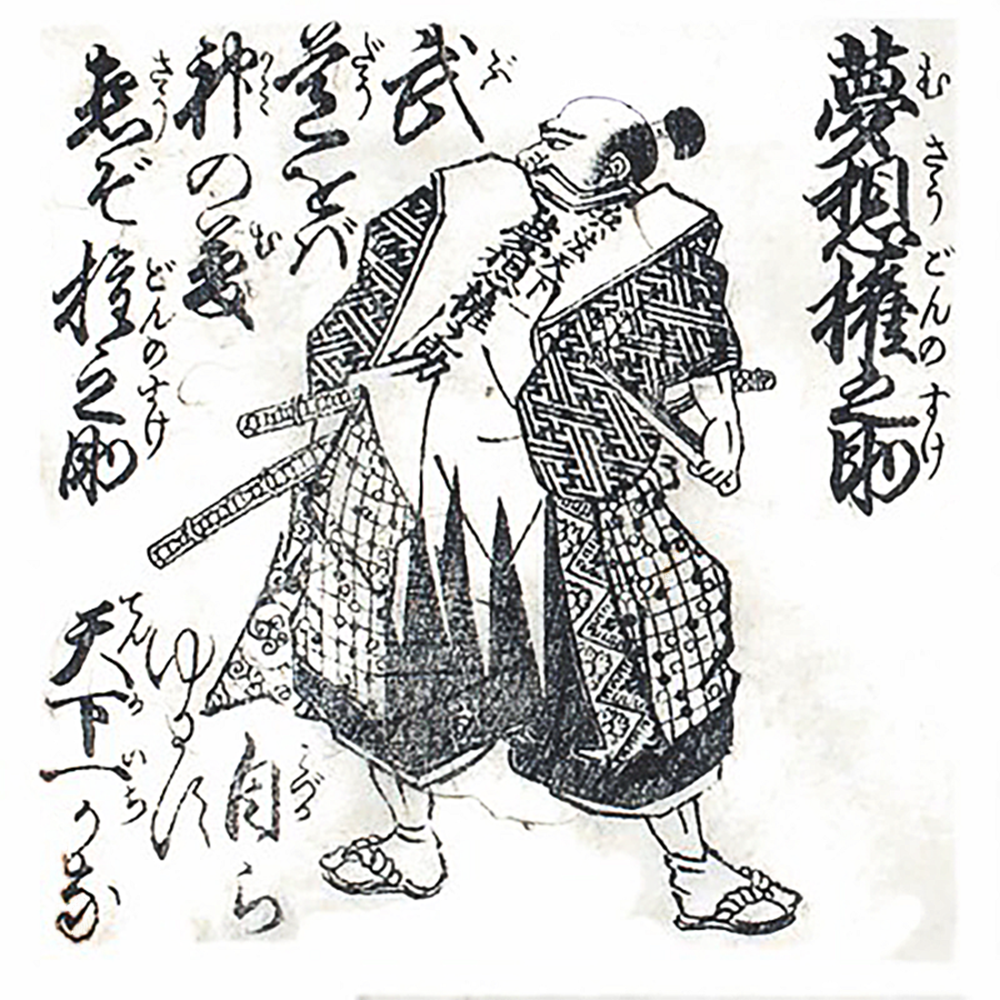
Musó Gonnosuke

Za zakladatele tohoto umění je považován Musó Gonnosuke Kacujoši, který v roce 1605 zápasil s mistrem meče Mijamotou Musašim. Popis jeho zápasů se předával delší dobu ústně, takže nejde o prokazatelná fakta ale spíše legendu, jejíž různá podání se v detailech liší.
Gonnosuke vyzbrojený pravděpodobně bó (nebo dlouhým bokkenem) vyzval v roce 1605 na souboj neporazitelného mistra Musašiho, který byl vyzbrojen patrně dlouhým a krátkým mečem. Musaši pravděpodobně zablokoval soupeřovu zbraň takzvaným „x-blokem“ (džudžidome). Gonnosuke tak byl donucen buď se vzdát anebo ustoupit a čelit okamžitému protiútoku, který by však dlouhou holí nestihl odvrátit. Byl tedy poražen, ale Musaši mu daroval život. Zahanbený Gonnosuke prchnul do chrámu Kamado Šintó na vrcholu hory Hóman na Kjúšú. Tam 37 dní meditoval a prováděl rituály chudoby a odříkání. Poslední noci měl údajně boží vnuknutí, na jehož základě vyřezal kulatou hůl dlouhou 4 šaku, dvě sun a jedno bu (necelých 128 cm). Džó bylo delší než běžné meče té doby, ale kratší než rokušaku bó. Větší obratností této tyče Gonnosuke porazil Musašiho ve druhém souboji. Způsob provedení je nejistý, ale džó zablokované pomocí džudžidome lze rychle přetočit mimo bok a stejným pohybem použít druhého konce tyče k protiútoku. Gonnosuke mohl zvítězit právě tímto způsobem. Podle jiných legend však mistr Musaši zůstal po celý život neporažen.

## Moderní výcvik

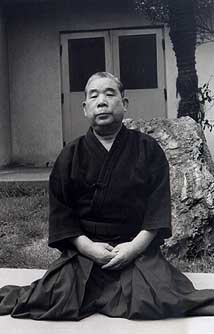
Takadži Šimizu (1896-1978)

Stará škola (neboli korjú) Šintó Musó rjú s více než čtyřsetletou tradicí je stále vyučována. Studium je vedeno formou kat džó proti meči, a zahrnuje přes 60 takovýchto kat stupňující se obtížnosti. V rámci této školy se také vyučuje 12 kat s mečem a další přidružené zbraně, například tandžó (vycházková hǔl), kusarigama (tyč se srpem a závažím na řetězu) či policejní džutte, které ovšem cvičí pouze pokročilí studenti. Dle této školy se v džódó nepořádají žádné turnaje.
Mistr Takadži Šimizu vytvořil ve druhé polovině 20. století pro potřeby Japonské federace kendó moderní formu zvanou krátce Seitei džódó nebo též Zen Nihon kendó renmei džódó. Seitei džódó obsahuje 10 mírně upravených kat z Šintó Musó rjú a dvě další katy nejasného původu. Na rozdíl od tradiční formy se v této variantě se pořádají i soutěže ve správnosti a přesnosti provedení kat.
Další moderní formou džódó (nijak nesouvisející s tradičními školami) jsou různé styly Aikidžó, cvičené v rámci Aikidó primárně za účelem demonstrace a lepšího pochopení jeho principů.

## Džódó v České republice
- Tenšin dódžó sídlí ve Zlíně. Tradiční škola pod vedením Patrika Ortha pod záštitou Evropské federace džódó. Pražskou skupinu, která trénuje pravidelně, vede Zdeněk Dvořák. Další skupiny jsou v Tachově a v Krnově.
- Česká federace kendó zahrnuje i několik klubů, kde se cvičí seitei džódó.